# Pediatria
Pediatria – dziedzina medycyny zajmująca się chorobami dziecięcymi, opieką nad dziećmi oraz ich rozwojem. Za ojca pediatrii uznaje się Abrahama Jacobiego. W Polsce pediatria jest priorytetową dziedziną medycyny oraz jedną ze specjalizacji lekarskich, a jej konsultantem krajowym od 1 marca 2018 jest prof. dr hab. Teresa Jackowska.